# Davide Rigon
Davide Rigon (Thiene, Vicenza, 26 augustus 1986) is een Italiaans autocoureur.

## Loopbaan
- 2003: Formule Gloria W. Trophy.
- 2003: Formule BMW ADAC.
- 2004: Formule Gloria.
- 2004: Formule Renault Italië Winter Series.
- 2004: Formule Renault 2.0 Italië.
- 2004: Italiaanse Formule 3-kampioenschap.
- 2005: Formule Azzurra (kampioen).
- 2005: Formule Renault 2.0 Italië.
- 2005: Formule Renault 3.5 Series, team Victory Engineering.
- 2006: Italiaanse Formule 3-kampioenschap.
- 2006: Italiaanse Formule 3000.
- 2006: Euroseries 3000.
- 2007: Italiaanse Formule 3-kampioenschap (kampioen).
- 2007: Euroseries 3000 (kampioen).
- 2008: Superleague Formula, team Beijing Guoan (3 overwinningen, kampioen).
- 2008: Euroseries 3000.
- 2008: Italiaanse Superstars.
- 2008: International Formula Master, team ADM Motorsport (2 races).
- 2008: FIA GT Championship, team BMS Scuderia Italia.
- 2008-09: GP2 Asia Series, team Trident Racing (6 races).
- 2009: GP2, team Trident Racing.
- 2009: Superleague Formula, team Olympiacos CFP (6 races).
- 2010: Superleague Formula, team RSC Anderlecht (kampioen).

## GP2 resultaten
| Jaar | Inschrijving   | 1          | 2          | 3         | 4         | 5          | 6         | 7          | 8          | 9       | 10      | 11        | 12         | 13         | 14        | 15         | 16        | 17        | 18        | 19         | 20        | Rang | Punten |
| ---- | -------------- | ---------- | ---------- | --------- | --------- | ---------- | --------- | ---------- | ---------- | ------- | ------- | --------- | ---------- | ---------- | --------- | ---------- | --------- | --------- | --------- | ---------- | --------- | ---- | ------ |
| 2009 | Trident Racing | ESP FEA 17 | ESP SPR 21 | MON FEA 9 | MON SPR 7 | TUR FEA 10 | TUR SPR 8 | GBR FEA 16 | GBR SPR 20 | GER FEA | GER SPR | HUN FEA 8 | HUN SPR NF | VAL FEA 12 | VAL SPR 7 | BEL FEA NF | BEL FEA 5 | ITA FEA 9 | ITA SPR 8 | POR FEA 14 | POR SPR 9 | 22   | 3      |